# Ilha de Maritaca
A ilha de Maritataca (do tupi mbiaratakáka) é uma ilha fluvial que se localiza no delta do rio Mossoró, próximo do centro da cidade de Areia Branca, no estado brasileiro do Rio Grande do Norte. A região é conhecida por suas praias paradisíacas, dunas e falésias, além de uma porção territorial dominada pelo sertão. 
No Tratado Descritivo do Brasil, publicado em 1587, o explorador Gabriel Soares de Sousa descreve as costas de Areia Branca. Já nos idos de 1860 há relatos de vários ranchos de pescadores estabelecidos na região chamada "Areias Brancas", na atual ilha de Maritataca. Anos depois, durante a guerra do Paraguai, de 1865 a 1870, o então povoado de Areias Brancas serviu de refúgio para os que fugiram do recrutamento militar. Tal assentamento viria a se tornar o município de Areia Branca em 16 de fevereiro de 1892.